# Liste der Abgeordneten zum Burgenländischen Landtag (II. Gesetzgebungsperiode)
Diese Liste der Abgeordneten zum Burgenländischen Landtag listet alle Mitglieder des Burgenländischen Landtags in der II. Gesetzgebungsperiode auf. Die Gesetzgebungsperiode wurde am 13. November 1923 mit der Angelobung der Abgeordneten und der Wahl des Präsidiums eröffnet und endete nach 69 Sitzungen am 20. Mai 1927 mit der Angelobung des Landtags der III. Gesetzgebungsperiode. Nach der Landtagswahl am 21. Oktober 1923 entfielen 13 von 32 Mandaten auf die Christlich Soziale Partei (CSP), 12 auf die Sozialdemokratische Partei (SdP) und 7 auf den Burgenländischen Bauernbund (Landbund, LdB). Die Mandatszahl im Landtag wurde mit dem Landesverfassungsgesetz am 31. August 1923 um 1 Mandat auf 32 Mandate gesenkt.
Dem Präsidium saß als 1. Landtagspräsident zunächst der SdP-Abgeordnete Hans Morawitz vor. Er wurde am 30. April 1925 von seinem Parteikollegen Oskar Brugnak abgelöst. Die Funktion des 2. Landtagspräsidenten hatte zunächst Alfred Ratz (CSP) inne. Ratz schied am 16. August 1924 aus dem Amt und wurde am 28. Oktober 1924 durch Nikolaus Freyberger ersetzt. Freyberger selbst legte sein Amt am 30. April 1925 zurück und wurde an diesem Tag von Johann Sabel abgelöst. 3. Landtagspräsident war zunächst Josef Pomper (LdB), im folgte am 9. Februar 1927 Matthias Duld nach im Amt. Die Funktion des Schriftführers übten Anton Horvath und Oskar Brugnak aus, Ordner waren Anton Probst und Martin Millesits.
Der Burgenländische Landtag wählte in der dritten Landtagssitzung am 4. Jänner 1924 die Burgenländische Landesregierung. Während der gesamten Gesetzgebungsperiode amtierte die Landesregierung Rauhofer I.
| Name                    | Fraktion | Anmerkung                             |
| ----------------------- | -------- | ------------------------------------- |
| Bauer Hubert            | SdP      | ab 9. November 1925 für Hans Morawitz |
| Berloschnik Bonaventura | SdP      |                                       |
| Brugnak Oskar           | SdP      |                                       |
| Büchler Rudolf          | CSP      | ab 9. November 1925 für Franz Stesgal |
| Burgmann Rudolf         | CSP      |                                       |
| Duld Matthias           | LdB      |                                       |
| Enzenberger Leopold     | LdB      | ab 4. März 1925 für Johann Paul       |
| Freyberger Nikolaus     | CSP      |                                       |
| Gesell Michael          | LdB      |                                       |
| Hajszanyi Johann        | CSP      |                                       |
| Hoffenreich Ernst       | SdP      |                                       |
| Horvath Anton           | CSP      |                                       |
| Jandrisevits Peter      | CSP      |                                       |
| Koch Michael            | CSP      |                                       |
| Kögl Johann             | CSP      |                                       |
| Leser Ludwig            | SdP      |                                       |
| Millesits Martin        | CSP      |                                       |
| Morawitz Hans           | SdP      | bis 9. November 1925                  |
| Paul Johann             | LdB      | bis 4. März 1925                      |
| Piff Tobias             | SdP      | bis 30. Dezember 1925                 |
| Pomper Josef            | LdB      |                                       |
| Probst Anton            | SdP      |                                       |
| Ratz Alfred             | CSP      | bis 16. August 1924                   |
| Rauhofer Josef          | CSP      |                                       |
| Reil Josef              | CSP      | ab 28. Oktober 1924 für Alfred Ratz   |
| Reiß Friedrich          | CSP      |                                       |
| Sabel Johann            | CSP      |                                       |
| Schön Franz             | SdP      |                                       |
| Stesgal Franz           | CSP      | bis 9. November 1925                  |
| Suchard Hans            | SdP      |                                       |
| Till Ignaz              | SdP      |                                       |
| Tomsich Koloman         | LdB      |                                       |
| Vas Michael             | LdB      |                                       |
| Voit Viktor             | LdB      |                                       |
| Walheim Alfred          | LdB      |                                       |
| Wimmer Josef            | SdP      |                                       |
| Zlatarits Karl          | SdP      | ab 30. Dezember 1925 für Tobias Piff  |